# 杰克·福斯特
杰克·福斯特（英語：Jack Foster，1932年5月23日—2004年6月5日），新西兰男子田径运动员。他曾代表新西兰参加1970年和1974年英联邦运动会田径比赛，其中1974年英联邦运动会获得一枚银牌。